# Lycée Janson de Sailly
Lycée Janson de Sailly o Escuela de secundaria Janson de Sailly es el colegio más grande de París y uno de los más prestigiosos de Europa, con 3.290 estudiantes y 624 profesionales en el curso 2014-2015. También es uno de los colegios que alberga mayor número de estudiantes de secundaria de Francia con 1.245 estudiantes divididos en 30 clases. 
El edificio está situado en el XVI Distrito de París, sobre una superficie de 3,5 hectáreas; 36.500 m², rodeado por las calles Decamps, Herrán, de la Pompe,  de Longchamp y la avenida Georges Mandel.

## Historia

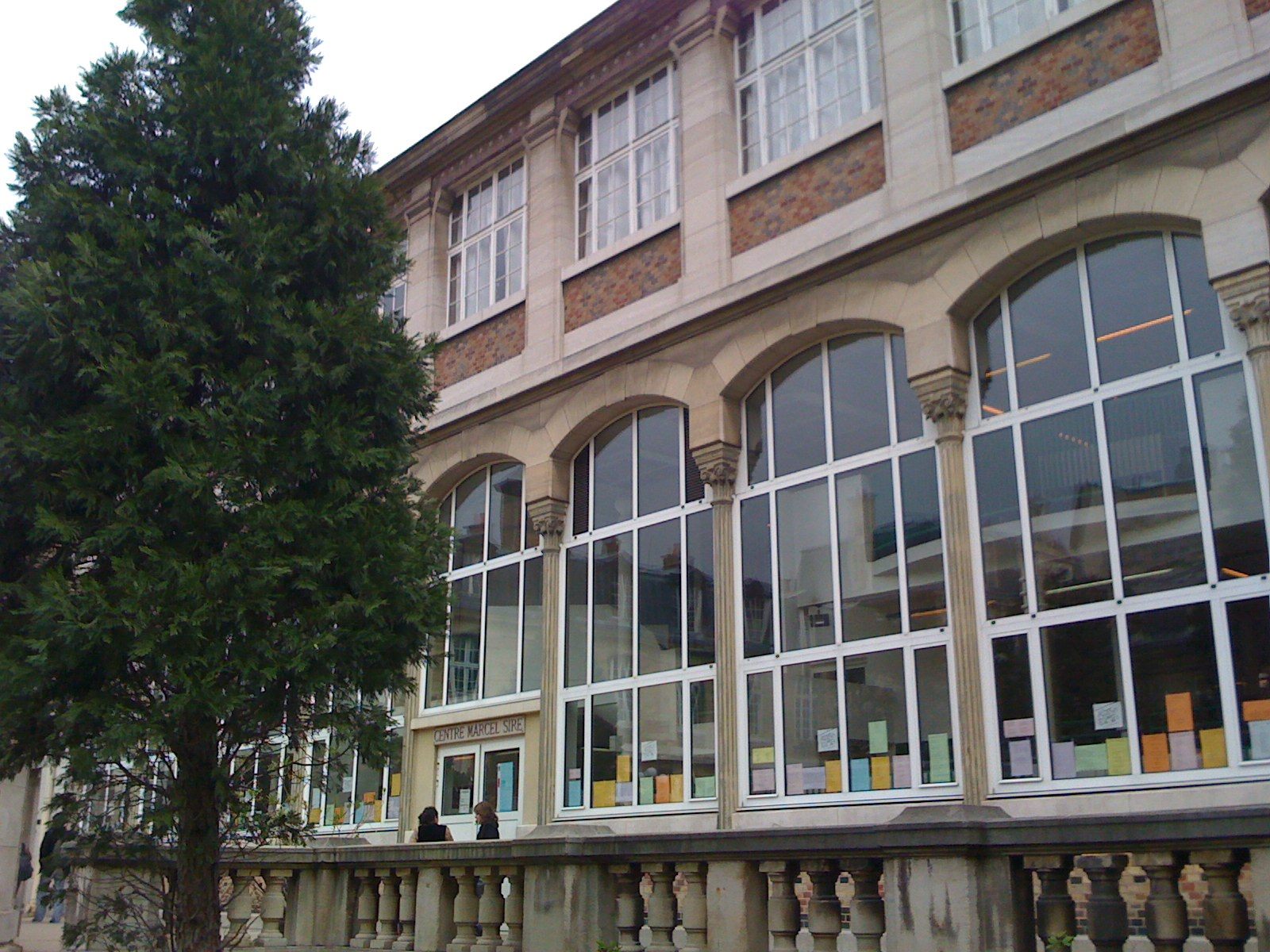

Janson de Sailly era un rico abogado parisino, que se enteró de que su mujer tenía un amante. Por lo tanto, decidió desheredar a ella y legar toda su fortuna al Estado de París, bajo la condición de que se pudiese utilizar para establecer una escuela secundaria moderna que ofrecería una excelente educación y en el que ninguna mujer jamás se permitiría.
El liceo fue construido en la década de 1880. Victor Hugo, que vivía cerca, pronunció un discurso en la inauguración. Una década más tarde se abrió a las niñas también. El liceo Janson de Sailly fue el primer instituto republicano de Francia (los otros eran real o establecimientos imperiales); que apunta a la formación de un futuro francés científico, literario, militar, de élites masculinas diplomáticas y políticas industriales de la joven Tercera República.
Debido a su excelencia, pronto se ganó una reputación en todo el país y atrajo a los alumnos más brillantes de Francia. También resultó ser uno de los liceos de la alta sociedad parisina. El lema del liceo fue Pour la Patrie, par le livre et par l'épée (Por la Patria, por el libro y por la espada). De hecho, una gran cantidad de "jansonianos" se unió al ejército o la marina, y se hizo famoso por haber participado en la conquista del imperio colonial francés, especialmente en África.

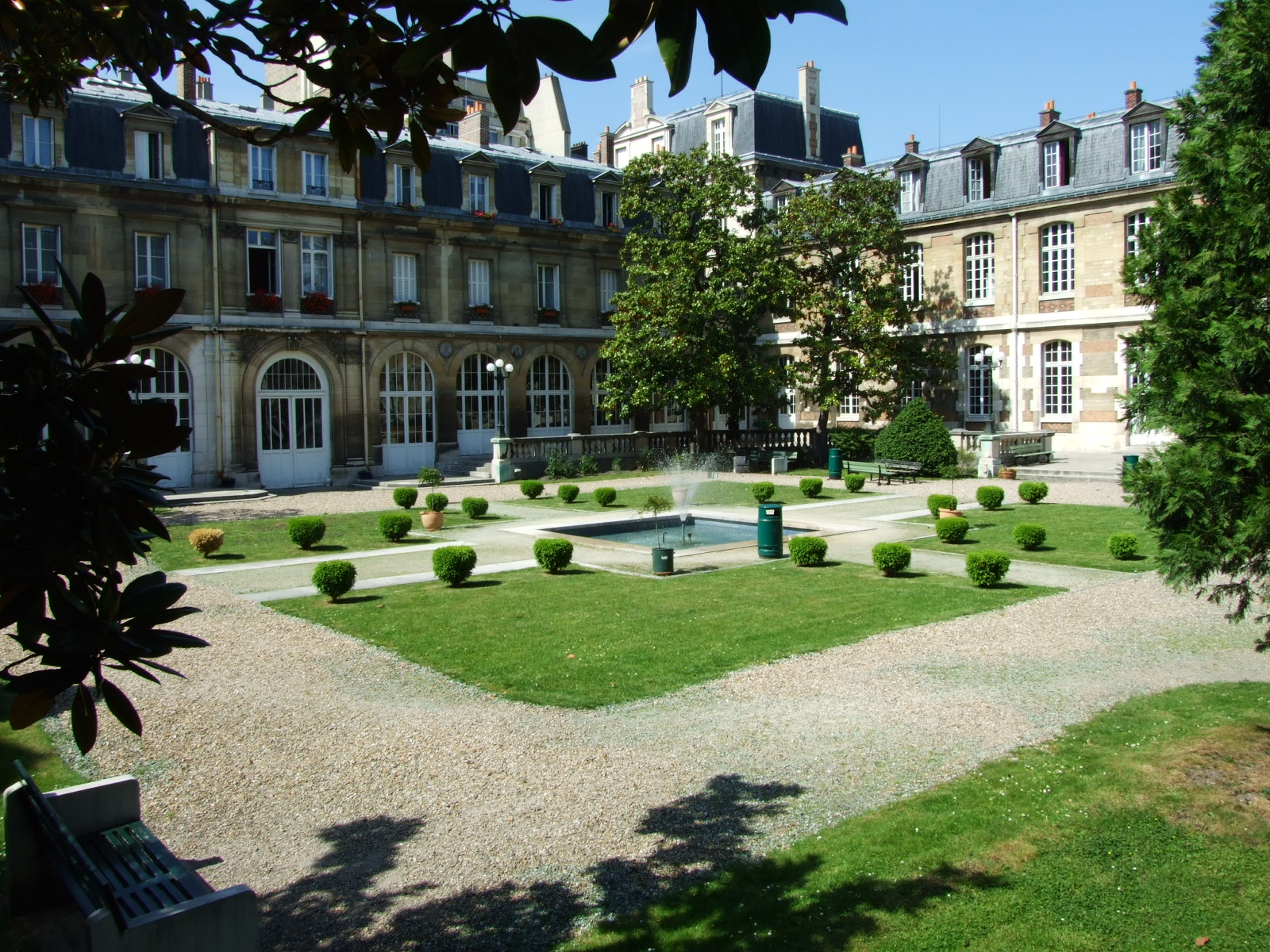
Patio de Honor del Colegio

En 1944, unos pocos cientos de alumnos salieron del liceo y se unieron a las Fuerzas Francesas Libres (el primero del Ejército de Jean de Lattre de Tassigny): fundaron una nueva unidad de élite, el 2ème Bataillon de Choc, también conocido como Batallón Janson-de-Sailly. Se enfrentaron a las divisiones alemanas en Alsacia (especialmente en las batallas de Masevaux y Colmar) durante el gran contraataque de las Ardenas, y entraron en Alemania con las fuerzas del general Patton en 1945.
Se pueden ver placas conmemorativas cerca de las entradas de varias aulas y salas en los edificios de la escuela en honor a la memoria de sus héroes - incluyendo el famoso héroe de guerra Roland Garros.

## Alumnos notables
| - Robert Abdesselam - Manuel del Pino - Richard Anthony, cantante - Gilbert Amy - J.R.D. Tata - Philippe Ariès - Pierre Assouline - Général François d'Astier de la Vigerie - Jacques Attali, economista francés - Claude Autant-Lara - Claude Aveline - Robert Badinter, ministro francés de Justicia. - François-Marie Banier - Père Serge de Beaurecueil - Baruj Benacerraf - Christian Bérard - Alain Bernheim - Richard Berry (actor) - Pierre Bertaux - Jean-Louis Bianco - Vincent Bolloré - Jean-Louis Borloo, ministro francés de Ecología, Energía y Sostenibilidad. - Cyril Bourlon de Rouvre - Pierre Brossolette - Carla Bruni, esposa del presidente francés Nicolas Sarkozy, modelo y cantante. - Martin Bouygues. - Cyril Bourlon de Rouvre - Laurent-Emmanuel Calvet, economista - Élie Cartan - Roger Chastel - René Crevel - Jean-Loup Dabadie - Pierre Daninos - Olivier Dassault, diputado francés - Serge Dassault. - Jean Daujat - Alain Decaux - Michel Déon - Régis Debray - Bernard Debré, diputado francés - Robert Debré, primer ministro de la Primera República Francesa. - Laurent Dominati - Jean Dutourd - Jean-Paul Enthoven - Honoré d'Estienne d'Orves - Laurent Fabius, político socialista francés. - Émile Faguet - Edgar Faure, político francés - Jean Favard - Franc-Nohain - François Furet - Jean Gabin - General Pierre Marie Gallois - Roland Garros - Bertrand Gille (historiador) - José Giovanni - Olivier Giscard d'Estaing - Valéry Giscard d'Estaing, presidente francés. - Bruno Gollnisch - Pedro de Grecia, príncipe de Grecia y Dinamarca. - Julien Green - William Grover-Williams - Sacha Guitry - Paul Guth - Georges Hugnet - Sébastien Izambard, cantante parisino miembro de Il Divo. - Jean-Marcel Jeanneney - Lionel Jospin, primer ministro francés. - Ibrahim Boubacar Keïta, presidente de Malí. - Pierre Klossowski - Philippe Labro - Jacques de Lacretelle - Arnaud Lagardère. - Almirante Jacques Lanxade - Louis Latapie - Georges Lautner - Michel Leiris - Patrick Leclercq - Henri Lepage, economista - Claude Lévi-Strauss, antropólogo francés. - Robert Louis-Dreyfus - Emilio Maillé - Philippe Malaud - Martin Malvy - Roger Martin du Gard - Lennart Meri - Robert Merle - Maurice Merleau-Ponty, filósofo francés. - Oscar Milosz - Frédéric Mitterrand, ministro francés de cultura. - Henry de Montherlant - Philippe Noiret - Raoul Nordling - Germain Nouveau - Gérard Oury - Claude Perdriel - Jean Baptiste Perrin - Jean Piat - Michel Polac - Michel Polacco - Maurice Rheims - Matthieu Ricard - Raymond Roussel - Jean-Christophe Rufin - Raúl Sáez - Madani Said - Jean Sainteny - Maurice Schumann - Ernest-Antoine Seillière - Jean-Jacques Servan-Schreiber - Jean-Claude Sikorav - George Steiner - Benjamin Stora - Preston Sturges - Hervé This - Pierre-Yves Trémois - Alejandro Tomasini Bassols - Paul Vaillant-Couturier - Ray Ventura - Jean Wahl - Mohamed Zahir Shah, último rey de Afganistán. - Léon Zitrone - Antonio Parra Velasco |